# 六口島
六口島（むぐちじま）は岡山県倉敷市下津井にある島。

## 概要
下津井港の南西沖約2kmの海上にある有人島。高梁川河口の東南に方向にあたり、北側には濃地諸島、北西には網代諸島・水島群島、西方向には笠岡諸島、そして南側には塩飽諸島が隣接するようにある。島の周囲は約5.9km、海抜は約140mで面積は1.09km2である。地形は急峻で、山林の多くは国有林である。松が生い茂っているのが特徴的である。2015年4月時点の人口は8名。島名は、島に6つの谷があることにちなむ。この谷は、東側が一番谷であり、西に向かって番号が増え六番谷迄名前がついている。
島内からサヌカイトを用いた石器や縄文土器が出土しており、古くから人が居住していたことが分かっている。江戸時代初期には花崗岩の採石場が設置されており、関ヶ原の戦い後に行われた大坂城の修築の際には、本島の花崗岩も用いられ、国会議事堂にも用いられた。
1646年（正保3年）に、岡山藩領となった。その後、同藩の馬飼い場となり、その在番者の3戸があるのみであった。その後、明治までに2戸に減少したが、その後は5戸まで増加した。1905年（明治38年）に、筆海小学校の六口島分教場が設置されたが、僅か13年後の1918年（大正7年）には休校となった。
戦後に入植者が増加し、耕地が開発された。最盛期の1960年（昭和35年）の人口は46人を数えたが、時代が下るにつれて人口は逓減している。1954年（昭和29年）に児島市立下津井小学校の六口島分校が設置された。加えて、1957年（昭和32年）に児島市立下津井中学校の六口島分校が設置された。これらの小中学校の分校も昭和40年代に相次いで休校となり、復活することなく廃校となった。遠浅の海で波は静かと海水浴に向き、島では、観光ホテルやキャンプ場・海水浴場などが建設され、観光が主要産業となった。人口は一桁となってしまったものの、2016年（平成28年）の来島者は年間約2,000人を記録している。なお、水道は井戸水を使用している。
西岸に「象岩」と呼ばれる浸食により象の形をした奇岩があり、国の天然記念物に指定されている。1933年（昭和8年）には、歌人として著名な与謝野鉄幹・与謝野晶子夫妻が来島しており、それぞれが短歌を詠んでいる。

## 交通
島への定期船はないため、下津井港などからチャーター便を利用する必要がある。なお、夏季海水浴シーズンには下津井港から船便が運航される。